# Zuidelijke worteluil
De zuidelijke worteluil (Agrotis trux) is een nachtvlinder uit de familie van de uilen (Noctuidae). De wetenschappelijke naam van deze soort is als Noctua trux voor het eerst geldig gepubliceerd door Jacob Hübner in 1824.

## Beschrijving
De voorvleugellengte bedraagt tussen de 16 en 19 millimeter. De grondkleur van de voorvleugels is zwartachtig of bruin, soms zeer licht. De ringvlek is wit met een donkere rand en soms een donkere kern. Bij het vrouwtje bevindt zich achter de niervlek een opvallend lichtgekleurd veld. De achtervleugel is wit bij het mannetje, grijs bij het vrouwtje.  
De rups is grijs met een wat lichtere rugstreep, een bruine kop met zwarte driehoekige "oorijzers". Hij wordt 37 tot 40 millimeter lang.

## Levenscyclus
De rups van de zuidelijke worteluil is te vinden van augustus tot april en overwintert als hij volgroeid is. Als waardplanten worden kruidachtige planten en grassen gebruikt. De rups leeft in de stengels en later wortels van de waardplant. De soort overwintert als ei. De vlinder kent één generatie die vliegt van juli tot september, in het zuiden van het verspreidingsgebied vliegt vervolgens een tweede generatie tot november. 

## Voorkomen
De soort komt verspreid voor over het Noord-Afrika, Voor-Azië, en van Zuid-Europa noordelijk tot Polen, Nederland en het zuiden van de Britse Eilanden. De habitat bestaat uit droog gebied met lage vegetatie.
In Nederland is de soort tweemaal waargenomen, in 1986 en 1993. In België komt de soort lokaal voor in Brabant.